# Lundby SS
Lundby SS, pełna nazwa Lundby Schacksällskap – szwedzki klub szachowy z siedzibą w Göteborgu.

## Historia
Klub powstał w 1914 roku. W 1971 roku klub awansował do Division I. W sezonie 1975/1976 klub uzyskał awans do ścisłego finału o mistrzostwo Szwecji. Zawodnikami klubu byli wówczas m.in. Lennart Liljedahl i Feliks Przysuski. Rok później Lundby SS ponownie awansował do fazy finałowej, w której zajął drugie miejsce, zdobywając tym samym wicemistrzostwo kraju. W 1980 roku klub spadł z ligi, a rok później powrócił do Division I. W 1982 roku zespół ponownie awansował do fazy finałowej mistrzostw, zajmując w niej trzecie miejsce. Rok później Lundby SS spadł z ligi. W 1985 roku zespół powrócił do Division I, a spadł rok później.
Po reformie rozgrywek i utworzeniu Elitserien klub występował w Division II, którą wygrał w 1990 roku, uzyskując awans. W sezonie 1993/1994 klub spadł do Division II. W 1995 roku zespół powrócił do Division I. W 2001 roku nastąpił spadek do Division II, z której klub awansował rok później. Po wprowadzeniu Superettan Lundby SS spadł z tej ligi w sezonie 2007/2008. W sezonie 2009/2010 klub spadł do Division II. Od 2016 roku klub wystawiał drużynę w mistrzostwach Szwecji wspólnie z Götaverkens SK, jako Hisings-Alliansen Götaverken/Lundby. Ten zespół spadł z Division I w 2017 roku. W 2021 roku Götaverkens SK i Lundby SS połączyły się, tworząc Götaverken-Lundby Schackklubb.